# قائمة العملات التذكارية المصرية

## عقد 1970

### 1972
| العملة                               | الصورة   | الصورة  | الفئة   | الموضوع | المعدن      | الوزن (جرام) | القطر (مم) | السمك (مم) |
| العملة                               | الأمامية | الخلفية | الفئة   | الموضوع | المعدن      | الوزن (جرام) | القطر (مم) | السمك (مم) |
| ------------------------------------ | -------- | ------- | ------- | ------- | ----------- | ------------ | ---------- | ---------- |
| 10 قروش سوق القاهرة الدولية          |          |         | 10 قروش |         | نحاس - نيكل | 6            | 27         | 1.5        |
| 5 قروش إعادة فتح قناة السويس         |          |         | 10 قروش |         | نحاس - نيكل | 6            | 27         | 1.48       |
| 5 قروش الذكرى السنوية 25 - اليونيسيف |          |         | 5 قروش  |         | نحاس - نيكل | 4.5          | 25         | 1.4        |
| 5 مليم منظمة للتغذية والزراعة        |          |         | 5 مليم  |         | ألمونيوم    | 1.5          | 21         | 1.9        |

### 1973

#### عملات ذهبية
| العملة                                             | الصورة   | الصورة  | الفئة  | الموضوع | المعدن | الوزن (جرام) | القطر (مم) | السمك (مم) |
| العملة                                             | الأمامية | الخلفية | الفئة  | الموضوع | المعدن | الوزن (جرام) | القطر (مم) | السمك (مم) |
| -------------------------------------------------- | -------- | ------- | ------ | ------- | ------ | ------------ | ---------- | ---------- |
| 5 جنيهات الذكرى السنوية الـ 75 للبنك الأهلي المصري |          |         | 5 جنيه |         |        |              |            |            |
| جنيه الذكرى السنوية الـ 75 للبنك الأهلي المصري     |          |         | 1 جنيه |         |        |              |            |            |

#### عملات فضية
| العملة                                           | الصورة   | الصورة  | الفئة  | الموضوع | المعدن | الوزن (جرام) | القطر (مم) | السمك (مم) |
| العملة                                           | الأمامية | الخلفية | الفئة  | الموضوع | المعدن | الوزن (جرام) | القطر (مم) | السمك (مم) |
| ------------------------------------------------ | -------- | ------- | ------ | ------- | ------ | ------------ | ---------- | ---------- |
| جنيه مؤتمر القمة العالمية للأغية (سد أسوان)      |          |         | 1 جنيه |         |        |              |            |            |
| 25 قرش الذكرى السنوية الـ 75 للبنك الأهلي المصري |          |         | 25 قرش |         |        | 6            | 26         | 1.2        |

#### عملات غير متداولة
| العملة                                           | الصورة   | الصورة  | الفئة  | الموضوع | المعدن    | الوزن (جرام) | القطر (مم) | السمك (مم) |
| العملة                                           | الأمامية | الخلفية | الفئة  | الموضوع | المعدن    | الوزن (جرام) | القطر (مم) | السمك (مم) |
| ------------------------------------------------ | -------- | ------- | ------ | ------- | --------- | ------------ | ---------- | ---------- |
| 5 قروش سوق القاهرة الدولية                       |          |         | 5 قروش |         | نحاس-نيكل | 4.5          | 25         | 1.4        |
| 5 قروش الذكرى السنوية الـ 75 للبنك الأهلي المصري |          |         | 5 قروش |         | نحاس-نيكل | 4.5          | 25         | 1.4        |
| 5 مليم منظمة الامم المتحدة للتغذية والزراعة      |          |         | 5 مليم |         | ألمونيوم  | 1.5          | 21         | 1.9        |
| 5 مليم العام العالمي للمرأة                      |          |         | 5 مليم |         | نحاس أصفر | 2            | 18         | 1.1        |

### 1974
| العملة                            | الصورة   | الصورة  | الفئة   | الموضوع | المعدن    | التوافر | الوزن (جرام) | القطر (مم) | السمك (مم) |
| العملة                            | الأمامية | الخلفية | الفئة   | الموضوع | المعدن    | التوافر | الوزن (جرام) | القطر (مم) | السمك (مم) |
| --------------------------------- | -------- | ------- | ------- | ------- | --------- | ------- | ------------ | ---------- | ---------- |
| 10 قروش الذكرى الأولى لحرب أكتوبر |          |         | 10 قروش |         | نحاس-نيكل |         | 6            | 27         | 1.4        |
| 5 قروش الذكرى الأولى لحرب أكتوبر  |          |         | 5 قروش  |         | نحاس-نيكل |         | 4.5          | 25         | 1.4        |

#### عملات ذهبية
| العملة              | الصورة   | الصورة  | الفئة | الموضوع | المعدن | التوافر | الوزن (جرام) | القطر (مم) | السمك (مم) |
| العملة              | الأمامية | الخلفية | الفئة | الموضوع | المعدن | التوافر | الوزن (جرام) | القطر (مم) | السمك (مم) |
| ------------------- | -------- | ------- | ----- | ------- | ------ | ------- | ------------ | ---------- | ---------- |
| 5 جنيهات حرب أكتوبر |          |         |       |         |        |         |              |            |            |

#### عملات فضية
| العملة          | الصورة   | الصورة  | الفئة | الموضوع | المعدن | التوافر | الوزن (جرام) | القطر (مم) | السمك (مم) |
| العملة          | الأمامية | الخلفية | الفئة | الموضوع | المعدن | التوافر | الوزن (جرام) | القطر (مم) | السمك (مم) |
| --------------- | -------- | ------- | ----- | ------- | ------ | ------- | ------------ | ---------- | ---------- |
| جنيه حرب أكتوبر |          |         |       |         |        |         |              |            |            |

### 1975
| العملة                         | الصورة   | الصورة  | الفئة   | الموضوع | المعدن | التوافر | الوزن (جرام) | القطر (مم) | السمك (مم) |
| العملة                         | الأمامية | الخلفية | الفئة   | الموضوع | المعدن | التوافر | الوزن (جرام) | القطر (مم) | السمك (مم) |
| ------------------------------ | -------- | ------- | ------- | ------- | ------ | ------- | ------------ | ---------- | ---------- |
| 10 مليم منظمة للتغذية والزراعة |          |         | 10 مليم |         |        |         |              |            |            |
| 10 قروش منظمة للتغذية والزراعة |          |         | 10 قروش |         |        |         |              |            |            |
| 5 مليم العام العالمي للمرأة    |          |         | 5 مليم  |         |        |         |              |            |            |
| 5 قروش العام العالمي للمرأة    |          |         | 5 قروش  |         |        |         |              |            |            |

### 1976
| العملة | الصورة   | الصورة  | الفئة | الموضوع | المعدن | التوافر | الوزن (جرام) | القطر (مم) | السمك (مم) |
| العملة | الأمامية | الخلفية | الفئة | الموضوع | المعدن | التوافر | الوزن (جرام) | القطر (مم) | السمك (مم) |
| ------ | -------- | ------- | ----- | ------- | ------ | ------- | ------------ | ---------- | ---------- |
|        |          |         |       |         |        |         |              |            |            |
|        |          |         |       |         |        |         |              |            |            |

### 1977
| العملة | الصورة   | الصورة  | الفئة | الموضوع | المعدن | التوافر | الوزن (جرام) | القطر (مم) | السمك (مم) |
| العملة | الأمامية | الخلفية | الفئة | الموضوع | المعدن | التوافر | الوزن (جرام) | القطر (مم) | السمك (مم) |
| ------ | -------- | ------- | ----- | ------- | ------ | ------- | ------------ | ---------- | ---------- |
|        |          |         |       |         |        |         |              |            |            |
|        |          |         |       |         |        |         |              |            |            |

### 1978
| العملة | الصورة   | الصورة  | الفئة | الموضوع | المعدن | التوافر | الوزن (جرام) | القطر (مم) | السمك (مم) |
| العملة | الأمامية | الخلفية | الفئة | الموضوع | المعدن | التوافر | الوزن (جرام) | القطر (مم) | السمك (مم) |
| ------ | -------- | ------- | ----- | ------- | ------ | ------- | ------------ | ---------- | ---------- |
|        |          |         |       |         |        |         |              |            |            |
|        |          |         |       |         |        |         |              |            |            |

## عقد 1980

#### 1980
| العملة                                     | الصورة   | الصورة  | الفئة   | الموضوع | المعدن    | التوافر | الوزن (جرام) | القطر (مم) | السمك (مم) |
| العملة                                     | الأمامية | الخلفية | الفئة   | الموضوع | المعدن    | التوافر | الوزن (جرام) | القطر (مم) | السمك (مم) |
| ------------------------------------------ | -------- | ------- | ------- | ------- | --------- | ------- | ------------ | ---------- | ---------- |
| 10 قروش يوم الطبيب                         |          |         | 10 قروش |         | نحاس-نيكل |         | 6            | 27         | 1.4        |
| 10 قروش منظمة التغذية والزراعة             |          |         |         |         |           |         |              |            |            |
| 10 قروش ثورة التصحيح                       |          |         |         |         |           |         |              |            |            |
| 10 قروش اتفاقية السلام المصرية الإسرائيلية |          |         |         |         |           |         |              |            |            |
| 5 قروش ثورة التصحيح                        |          |         |         |         |           |         |              |            |            |
| 5 قروش المهن التطبيقية                     |          |         |         |         |           |         |              |            |            |
| 10 مليم منظمة الأغذية والزراعة             |          |         |         |         |           |         |              |            |            |
| 10 مليم ثورة التصحيح                       |          |         |         |         |           |         |              |            |            |

### 1983
1984
1985
1986
1987
1988
1989

## عقد 1990

### 1990

#### عملات فضية
| العملة                                                | الصورة   | الصورة  | الفئة | الموضوع | المعدن | التوافر | الوزن (جرام) | القطر (مم) | السمك (مم) |
| العملة                                                | الأمامية | الخلفية | الفئة | الموضوع | المعدن | التوافر | الوزن (جرام) | القطر (مم) | السمك (مم) |
| ----------------------------------------------------- | -------- | ------- | ----- | ------- | ------ | ------- | ------------ | ---------- | ---------- |
| 5 جنيه كأس العالم الرابع عشر لكرة القدم               |          |         |       |         |        |         |              |            |            |
| 5 جنيه كأس العالم الرابع عشر لكرة القدم               |          |         |       |         |        |         |              |            |            |
| 5 جنيه العيد العاشر لهيئة المجتمعات العمرانية الجديدة |          |         |       |         |        |         |              |            |            |
| 5 جنيه العيد المئوي لكلية دار العلوم (علي مبارك)      |          |         |       |         |        |         |              |            |            |
|                                                       |          |         |       |         |        |         |              |            |            |
|                                                       |          |         |       |         |        |         |              |            |            |
|                                                       |          |         |       |         |        |         |              |            |            |
|                                                       |          |         |       |         |        |         |              |            |            |
|                                                       |          |         |       |         |        |         |              |            |            |

1991
1992